# Ингемар Андерсон
Карл Ингемар Андресон швед. Karl Ingemar Andersson Себи, 1. јун 1928 — Вестерос, 11. јул 1992) био је шведски кануиста на мирним водама (спринтер) за решрезентацију Шведске крајем 40-их и почетком 50-их година прошлог века. Двоструки је учесник Летњих олимпијских игара.
На Олимпијским играма 1948. у Лондону, такмичио се у две дисципине кануа једноклека Ц-1 1.000 м и 10.000 метара. У дисциплини на 1.000 м заузео је 4. место, а на Ц-1 10.000 м био је 5.
Четири године касније на Олимпијским играма 1952. у Хелсинкију Андерсон се такмичио само у кануу једноклеку Ц-1 на 1.000 метара и завршио као 5.